# Aldebaran (film)
Aldebaran è un film del 1935 diretto da Alessandro Blasetti, ambientato nel mondo della Regia Marina.
Il regista appare, per pochi secondi, nell'unico ruolo di finzione della sua carriera, mentre in seguito interpreterà se stesso nei film Bellissima (1951) di Luchino Visconti, Una vita difficile (1961) di Dino Risi e l'episodio Il commissario De Vicenzi: Il mistero di Cinecittà, della serie Il commissario De Vincenzi-2 (1977) di Mario Ferrero.
Curiosamente il film fu citato per plagio dall'ammiraglio Guido Milanesi.
Il film segnò il debutto cinematografico di Elisa Cegani, poi divenuta compagna di vita di Blasetti, qui accreditata con lo pseudonimo Elisa Sandri.

## Trama
Corrado Valeri, ufficiale di marina, ha una moglie un po' frivola della quale è irrimediabilmente geloso. Questa situazione si ripercuote sulla sua vita militare con continue mancanze. Per evitare complicazioni dovrebbe dimettersi, ma lo Stato Maggiore gli offre un'alternativa: accettare una difficile missione. Valeri pensa di lasciar perdere, ma l'eroismo mostrato dai compagni in una situazione di pericolo lo fa riflettere decidendo alla fine di servire il proprio Paese.

## Produzione
Blasetti, dopo non essere riuscito a realizzare due progetti di tema storico, Scipione l'Africano (affidato a Carmine Gallone) e Ettore Fieramosca (diretto poi nel 1938), accettò la proposta di realizzare «un film sulla marina da guerra in tempo di pace. E allora io lo impostai sul bisogno di questi uomini di mare di ritornare a un certo momento alla terra e alla famiglia, sottraendosi al loro continuo peregrinare sul mare».
Retrospettivamente il regista si espresse in modo molto negativo su questa opera, definendolo «un film assolutamente anonimo, privo di qualsiasi ragione fondamentale di esistere, se non quella che bisognava che io lavorassi perché avevo allora da pagare le tasse oltre che la famiglia» e imputandogli uno «spiacevole senso di ibrido», dovuto probabilmente al conflitto irrisolto tra pubblico e privato (dovere militare e sentimento amoroso), alla mancata fusione tra dimensione individuale e collettiva.

## Critica
Dino Falconi su Il Popolo d'Italia del 30 novembre 1935: «Nobile e ispirata pellicola, che sa alternare con tanta arte, la commozione alla comicità. C'è una carrellata nel sottomarino affondato che scopre la straziante e fierissima morte degli eroi inchiodati per sempre ai posti del loro dovere, che è uno dei pezzi più cinematografici dei nostri tempi».

## Manifesti e locandine
La realizzazione dei manifesti del film, per l'Italia, fu affidata al pittore cartellonista Anselmo Ballester, di Roma.